# Východoslovenské povstání rolníků

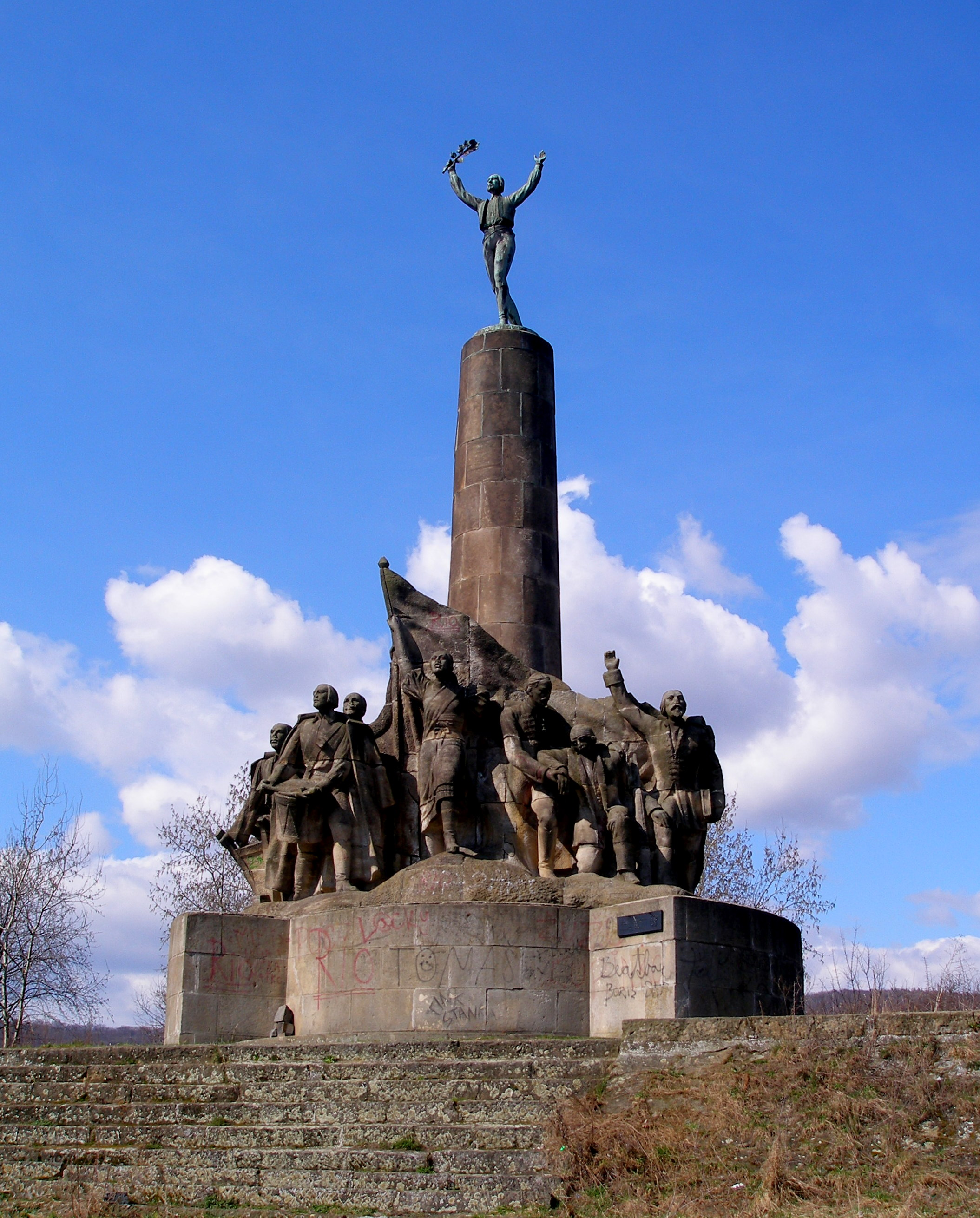
Památník Východoslovenského povstání rolníků

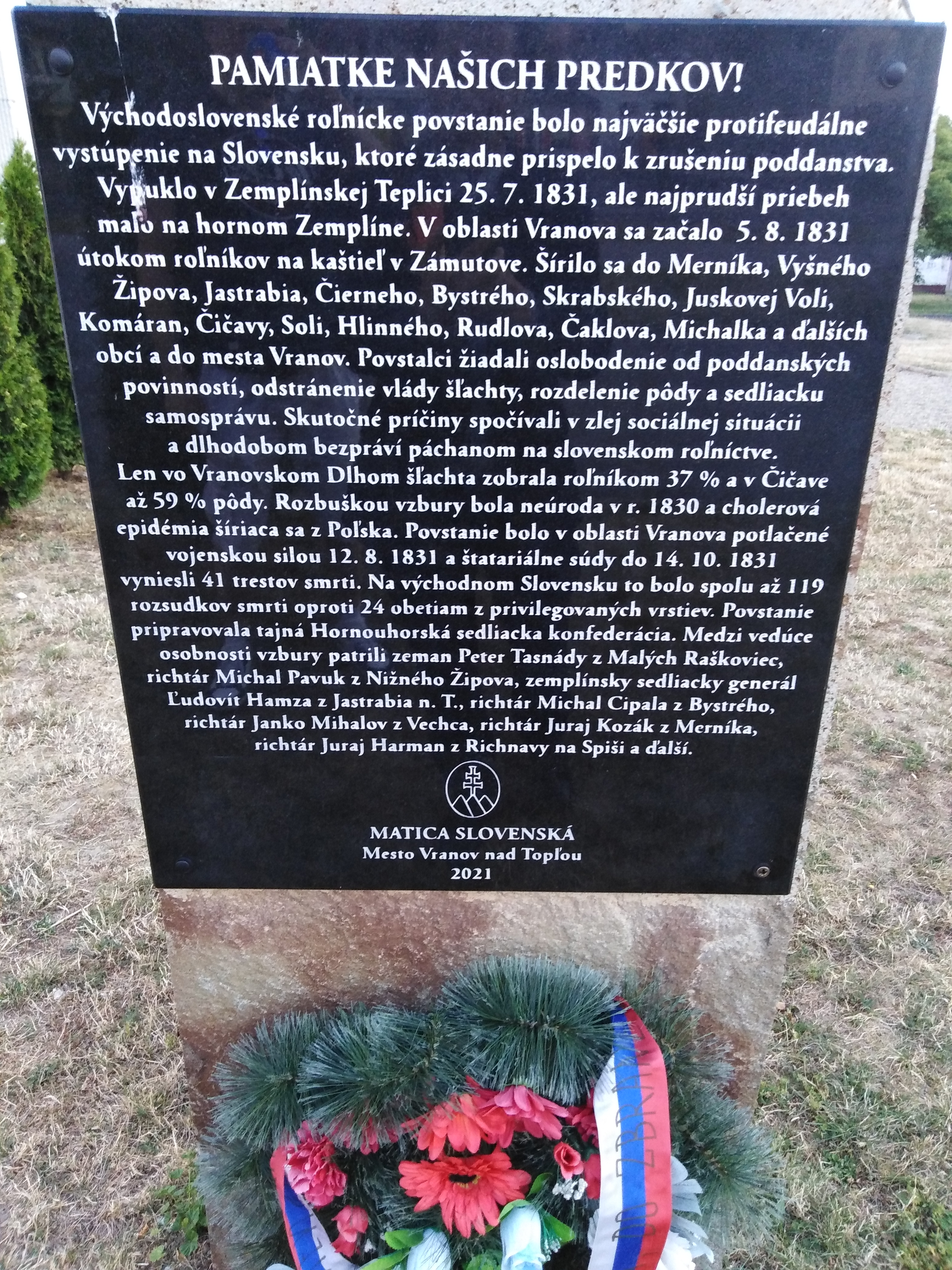
Památník Východoslovenskému zemědělskému povstání, který osadil ve Vranově nad Topľou předseda Matice slovenské Marián Gešper, který je zároveň autorem textu

Tzv. východoslovenské povstání rolníků (slovensky východoslovenské roľnické povstanie) proti šlechtě a inteligenci proběhlo v červnu 1831. Již od května téhož roku ho organizoval zeman z Malých Ražkovic Peter Tasnády. Počet povstalců se odhaduje na 40 tisíc, povstání však nebylo nijak pevně organizované a poměrně rychle bylo vojensky zlikvidováno.
V roce 1830 postihla východní Slovensko velká neúroda, kvůli které postihlo chudé obyvatelstvo bída a hlad. Taktéž se sem směrem od východu (z Haliče) šířila asijská cholera, které padlo za oběť mnoho lidských životů, další vrstvy obyvatel propadaly zoufalství a panice. Tasnády, který byl od roku 1825 v Krakově zapojen do lože svobodných zednářů, využil příležitosti, rozšířil pověst, že se páni chystají otrávit lid, a tato fáma se stala rozbuškou povstání.
Vzpoura vypukla 24. června 1831 v Kerestúru, během následujících dní se rozšířila asi do 150 obcí v Dolním Zemplíně, Šariši a Spiši. Povstalci masově útočili na panský majetek, přepadali a vraždili úředníky, lékaře, kněze a ostatní pány.
Státní orgány následně reagovaly velmi přísně, 119 lidí bylo odsouzeno k trestu smrti a přes 4 tisíce lidí mělo být potrestáno ranami holí a uvězněno. Již 19. srpna však byl na místo vyslán zástupce dvora, baron Ignác Eötvös ml., který se snažil o zmírnění rozsudků soudů. Král František nakonec 4. listopadu nařídil přerušit činnost soudů a vynést podstatně umírněnější tresty.